# 名古屋港駅 (名古屋市営地下鉄)
名古屋港駅（なごやこうえき）は、愛知県名古屋市港区入船一丁目にある、名古屋市営地下鉄名港線の駅で同線の終着駅である。駅番号はE07。アクセントカラーは、青色。
電車の方向幕における英語表記は、Nagoyako（Nagoya Port） である。

## 歴史
- 1971年（昭和46年）3月29日：名古屋市営地下鉄2号線名城線の金山駅 - 当駅間の開業に伴い、駅開業[2][3][4]。
- 2004年（平成16年）10月6日：名城線（4号線）の名古屋大学駅 - 新瑞橋駅間の開業に伴い、所属路線が名港線に改称される[4][6]。
- 2020年（令和2年）5月25日：名港線で初めてとなる可動式ホーム柵の使用を開始[7]。

## 駅構造

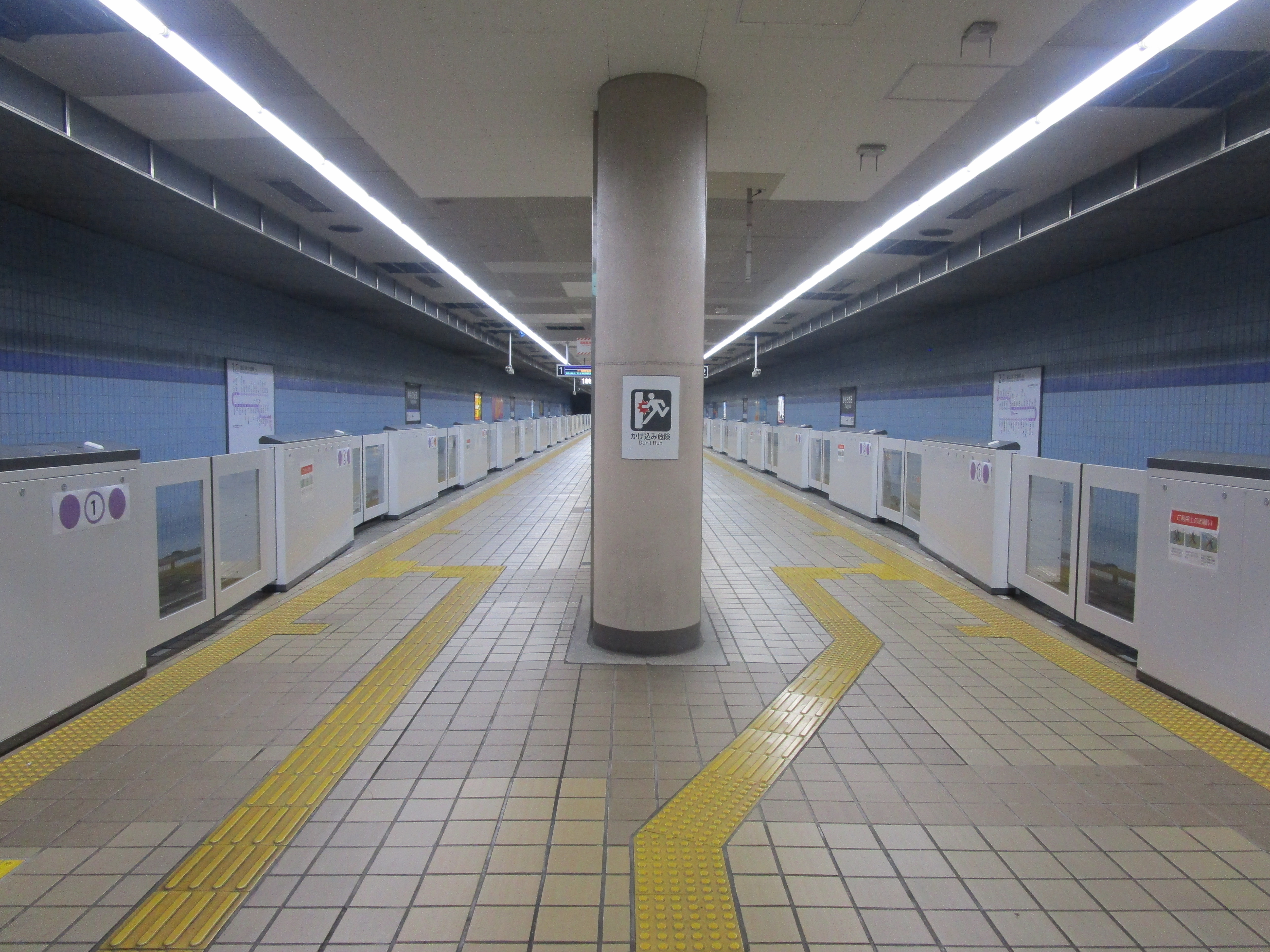
ホーム（2020年）

島式1面2線のホームをもつ地下駅で可動式ホーム柵が設置されている。改札口は南北2か所、出入口は3か所ある。東山線の同じような終着駅の高畑駅とは異なり線路終端側にはすぐに車止めがあり、引き上げ線はない。駅は名古屋市電築港線の「名古屋港」停留場があった場所のほぼ真下に位置している。市電は地下鉄建設の際に工事の支障になるため開業前に廃止、撤去されている。エレベーターは南改札口側にあり、バスターミナルに近い北改札口側にはない。
駅の開業と同時にバスターミナルが併設された。
当駅は、名城線運転区が管轄している。
プラットホームの壁にはペンギンなどが描かれている。

### のりば
| ホーム | 路線          | 行先                 |
| ------ | ------------- | -------------------- |
| 1・2   | 名港線 名城線 | 金山・栄・大曽根方面 |

## 利用状況
2019年（令和元年）度の1日あたりの平均乗車人員は5,521人である。名港線の駅では築地口駅に次いで利用者が少ない。

## 駅周辺の施設
当駅はガーデン埠頭内に位置しており、周辺には港湾関連や観光の施設が存在している。住宅は少ない。

### 1番出入口方面
- 名古屋港ガーデン埠頭
  - ガーデン埠頭臨港緑園
  - 港警察署分庁舎（旧・名古屋水上警察署）
- 名古屋港管理組合本庁舎

### 2番出入口方面
- 名古屋港湾会館
- 名古屋港バスターミナル[2][4]
- ポートオブナゴヤ商店街

### 3番出入口方面
- 名古屋港ガーデン埠頭
  - 名古屋港水族館
  - 名古屋港ポートビル
    - 名古屋海洋博物館
    - 展望室

  - 南極観測船ふじ
  - ポートハウス
  - JETTY
- 名古屋港シートレインランド
- 愛知県警察港警察署
- 名古屋港湾合同庁舎
- ポートオブナゴヤ商店街

## ギャラリー

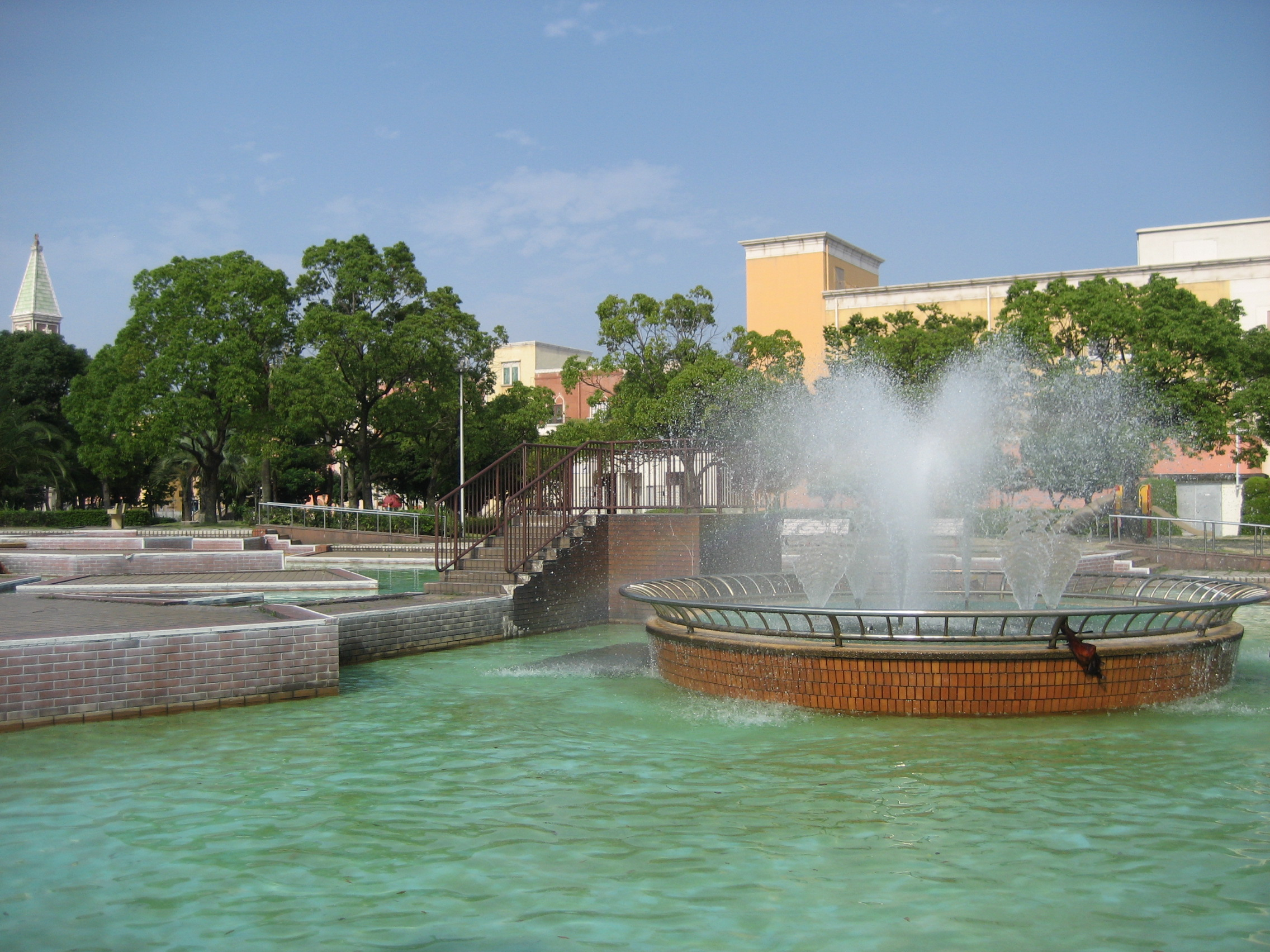
ガーデン埠頭噴水広場
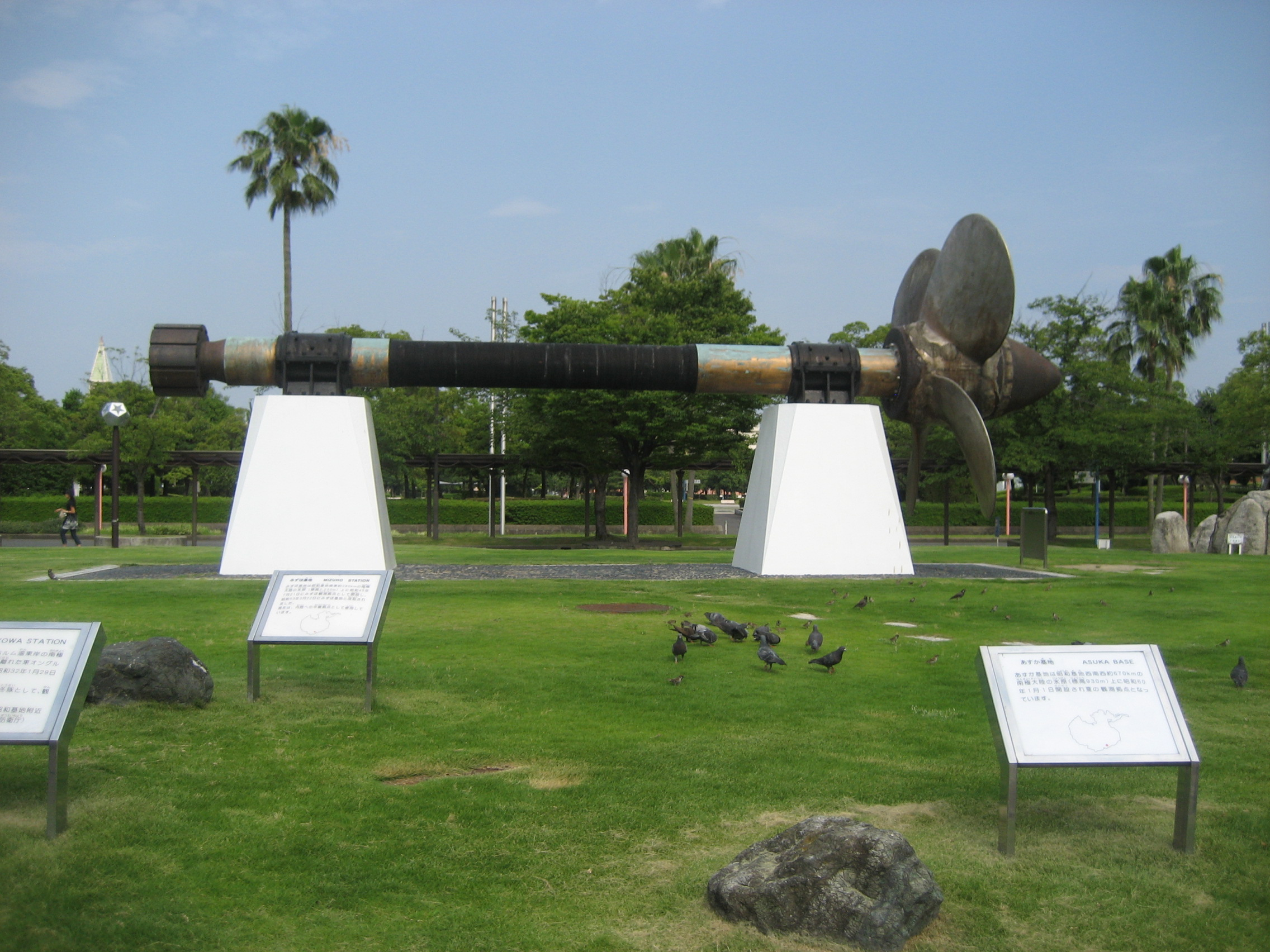
ガーデン埠頭臨港緑園
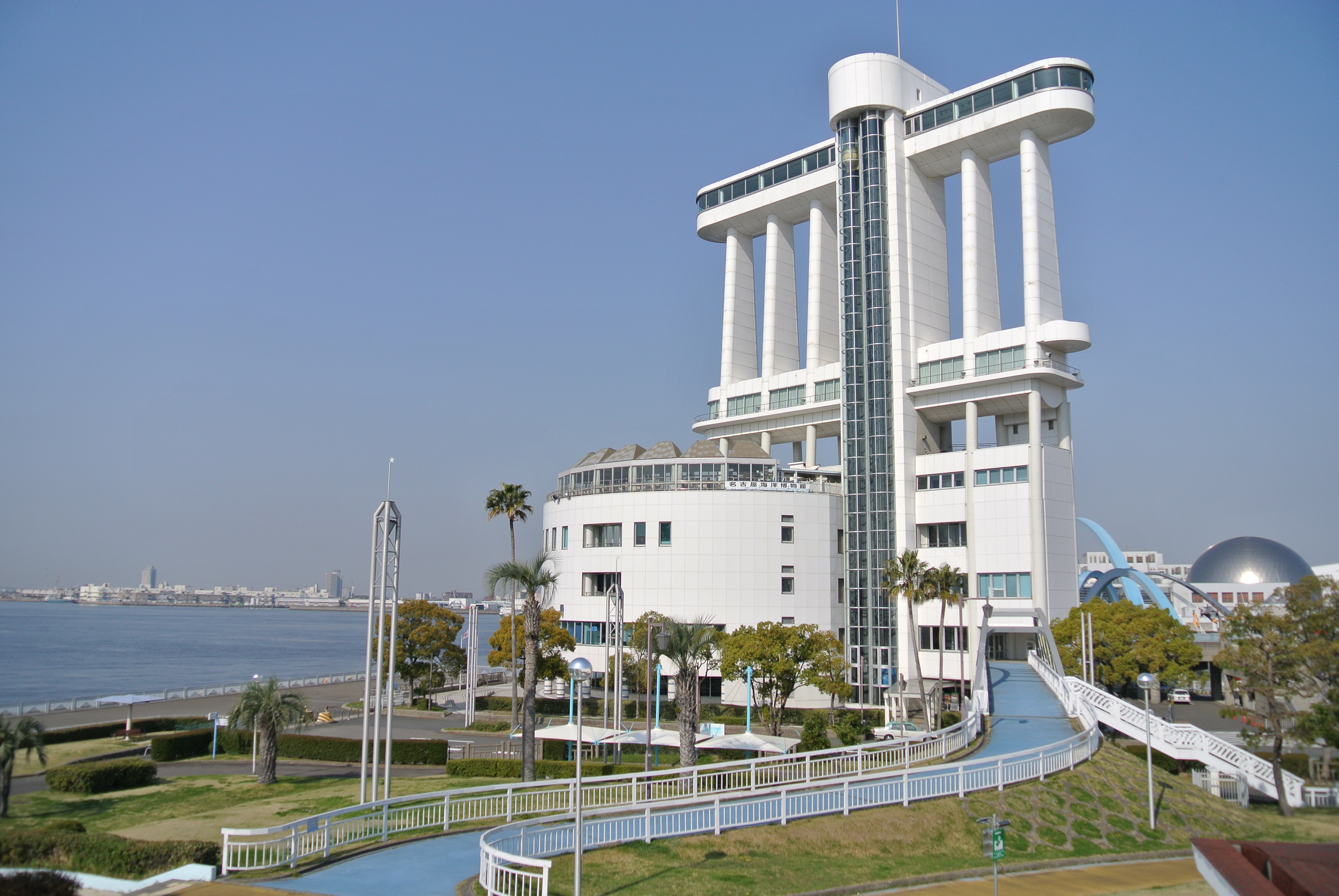
名古屋港ポートビル
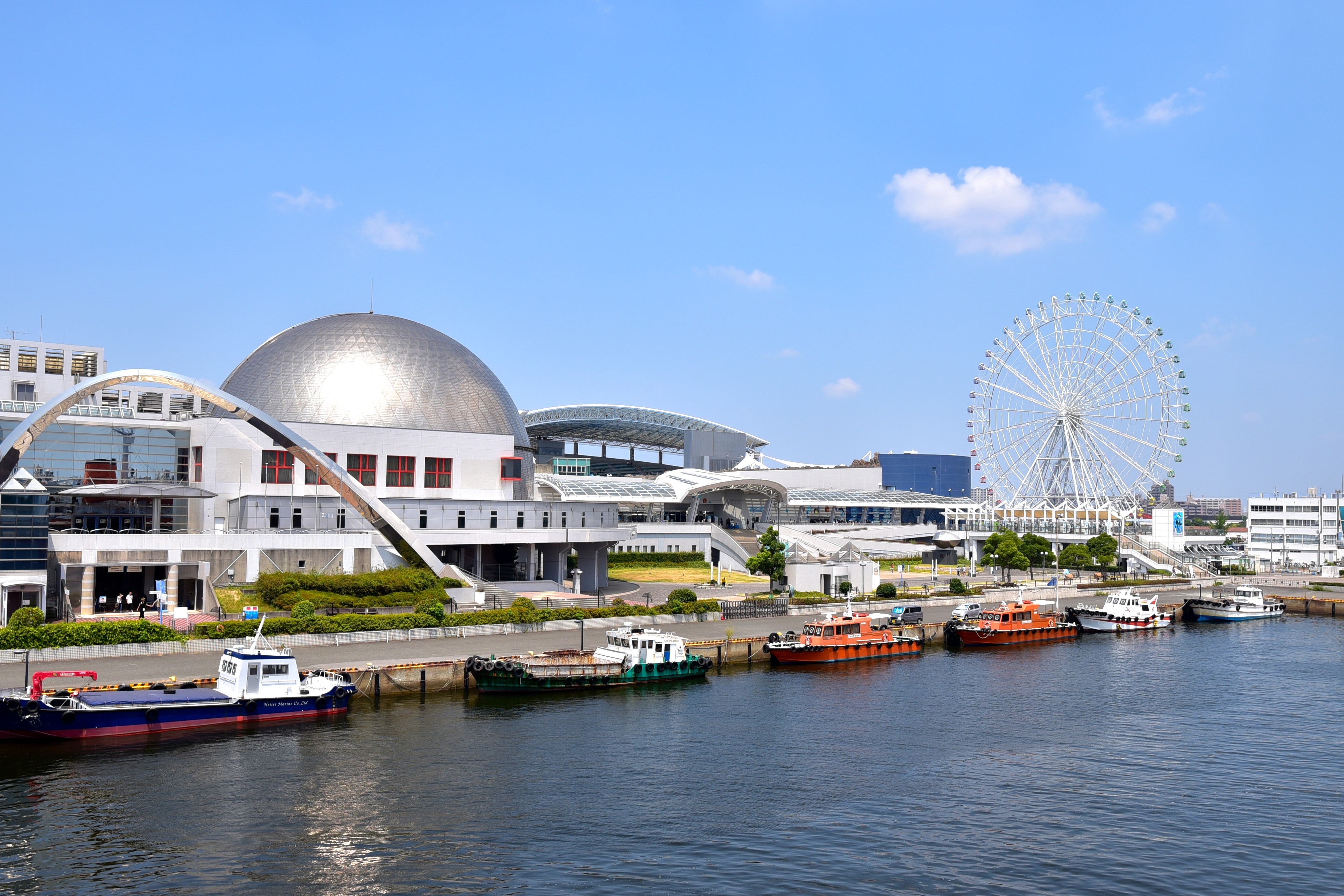
名古屋港水族館外観
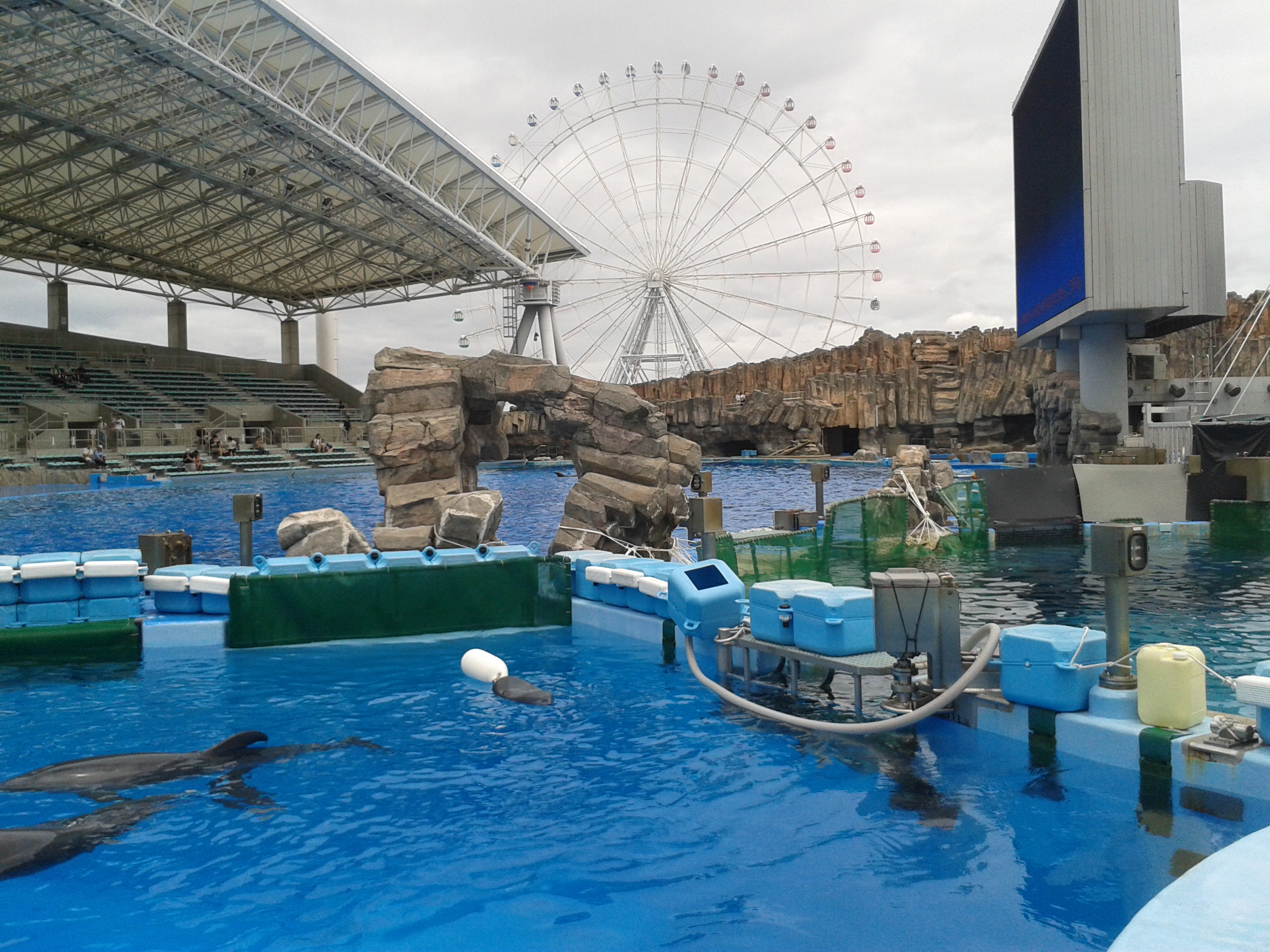
名古屋港水族館内観
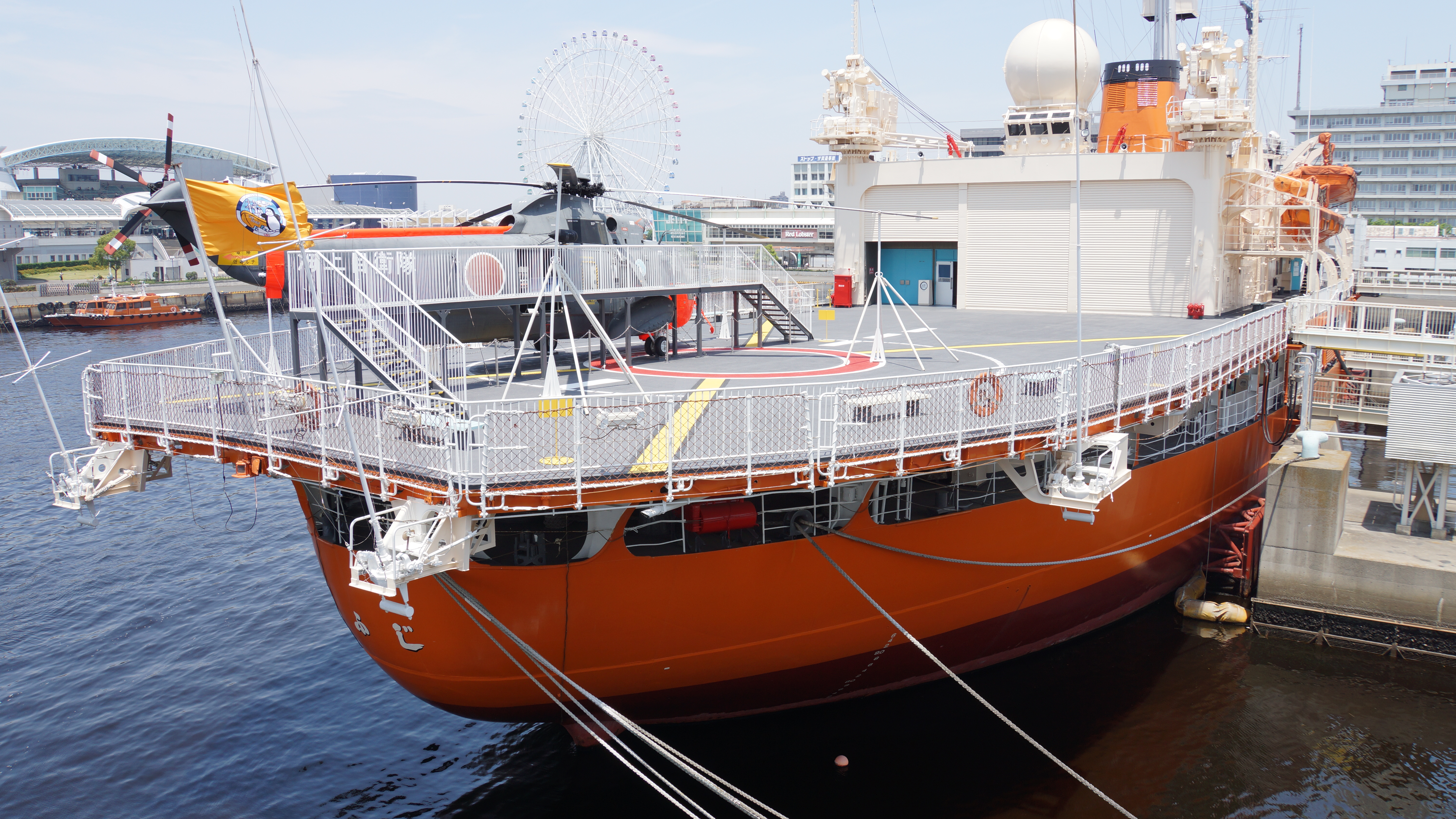
名古屋港ガーデンふ頭に係留されている「南極観測船ふじ」
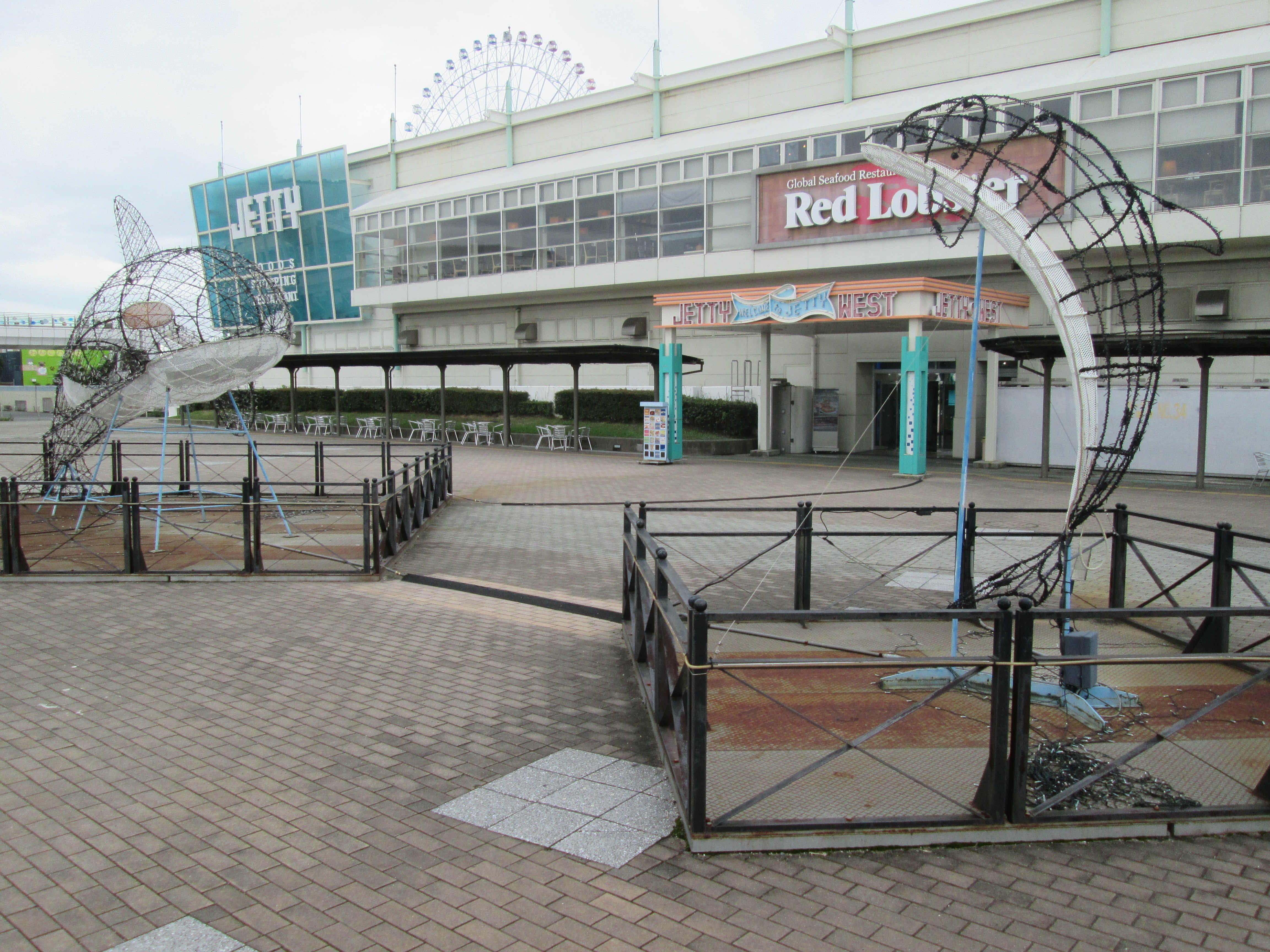
JETTY
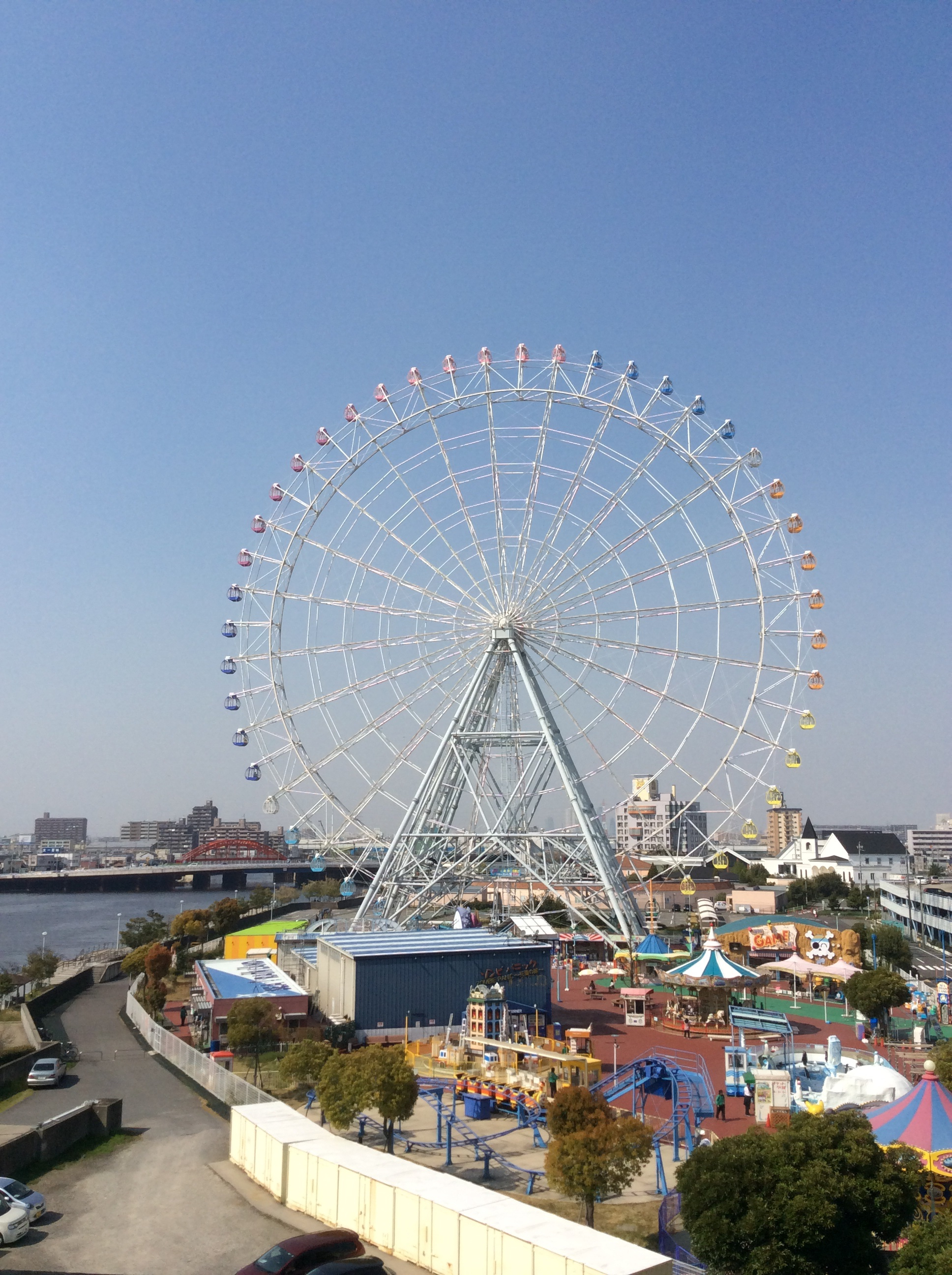
名古屋港シートレインランド
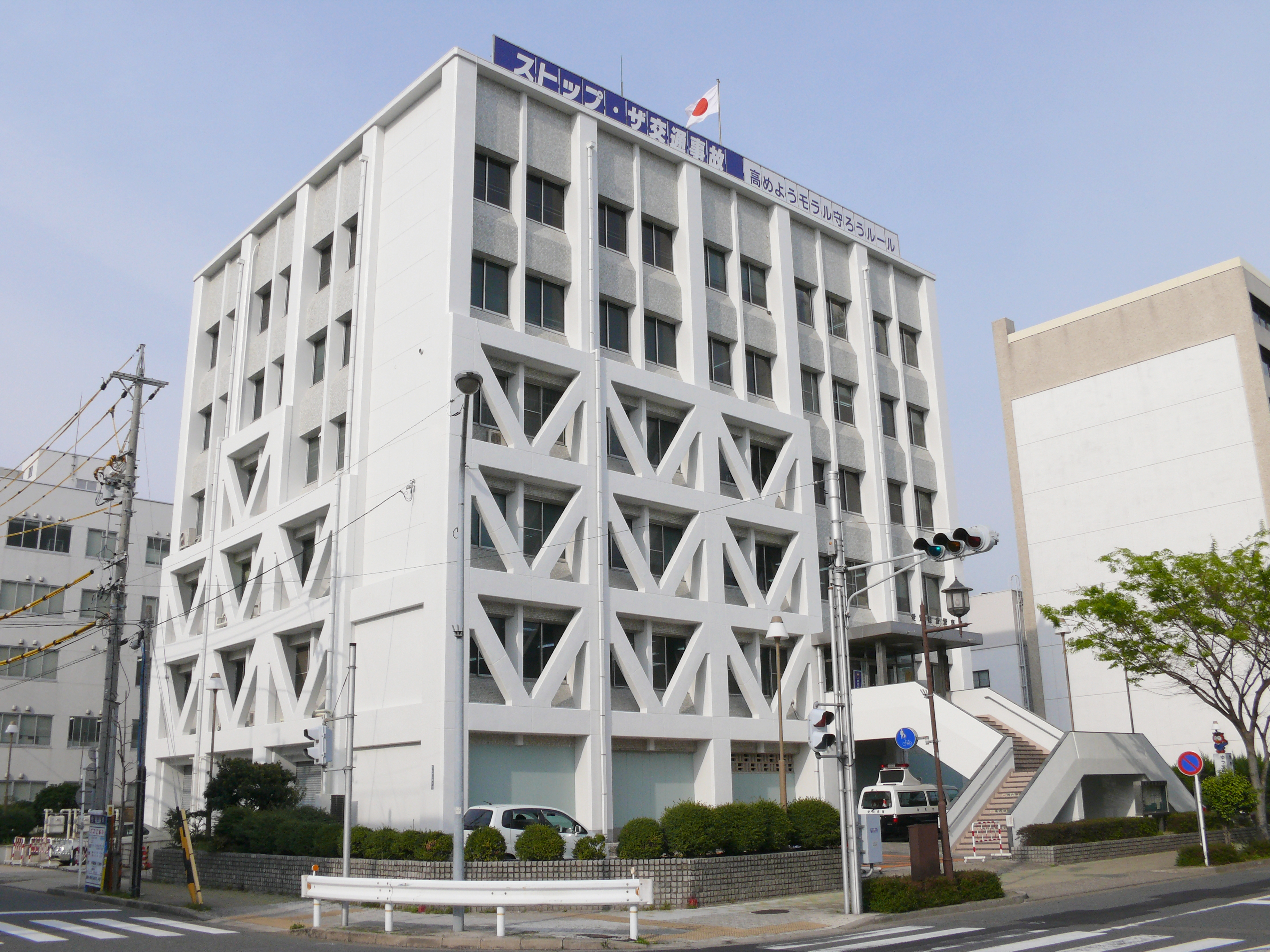
愛知県港警察署

## バス路線

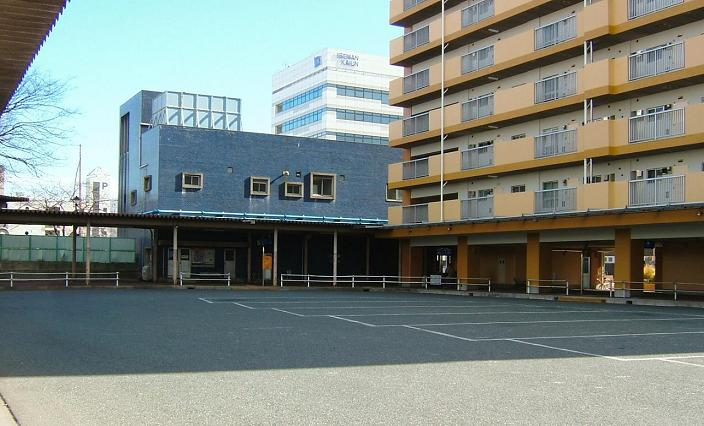
名古屋港バスターミナル

2番出入口直近の名古屋港バスターミナルに発着。名古屋港みなと祭りの開催時は乗り入れない。
かつては新瑞橋や名古屋駅、地下鉄高畑、ポートメッセなごやまで行く名古屋市営バス路線も存在し、ポートメッセなごやでイベントがあるときは急行便も運行されていた（臨時急行バスは、名古屋臨海高速鉄道あおなみ線開業に伴い廃止された）。
また、イベント時には大勢のイベントへ向かう客で賑わっていたが、現在では発着路線も少なく、閑散としている。
2017年（平成29年）4月から2018年（平成30年）3月まで運行していた、金城埠頭行きみなとシャトルバスは名古屋市営バスのターミナルには乗り入れず、南にあるポートハウス前を発着していた。
名古屋市営バス
- 幹築地1系統：フェリーふ頭 行き、（第二埠頭経由）野跡駅 行き（フェリー埠頭行き：1番のりば、野跡駅行き：2番のりば）
- 名港11系統：鳴尾車庫 行き（2番のりば）
- 名港16系統：地下鉄鳴子北 行き（1番のりば）

飛島公共交通バス
- 飛島埠頭方面 行き（3番のりば）

## 隣の駅
名古屋市営地下鉄
 名港線
築地口駅 (E06) - 名古屋港駅 (E07)